# 札幌カントリー倶楽部
株式会社札幌カントリー倶楽部（さっぽろカントリーくらぶ）は、北海道札幌市の3つのゴルフクラブを持つ会社である。
2003年10月、「札幌カントリークラブ」が誕生。コーポレートシンボルの「DYNAMIC FIRE BIRD」は不死鳥をモチーフにしている。

## 真駒内カントリークラブ

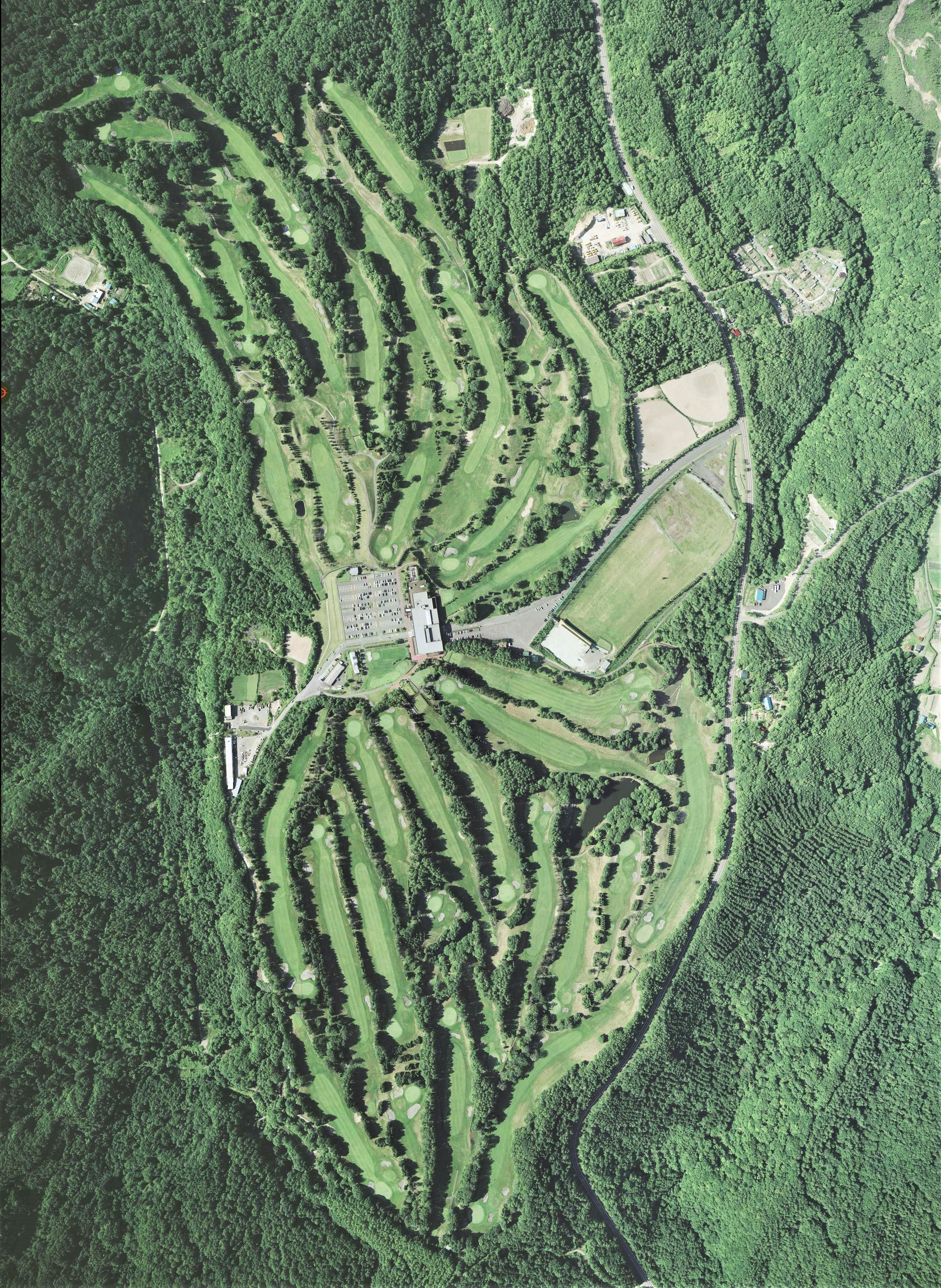
真駒内カントリークラブの空中写真。2008年6月25日撮影の2枚を合成作成。。

- 北海道札幌市南区常盤200番地
- 開場：1969年6月15日
- 36ホール

## 滝のカントリークラブ

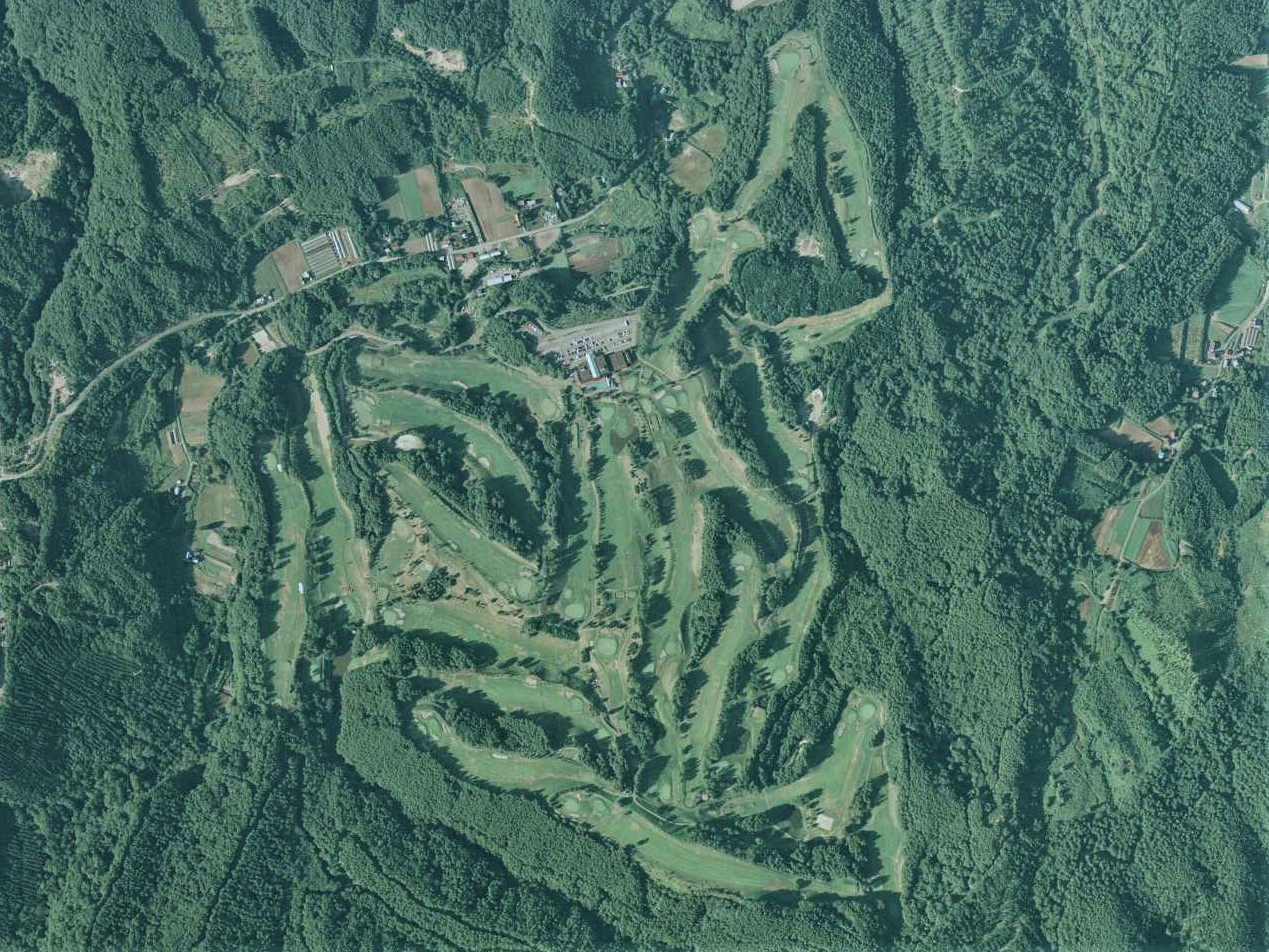
滝のカントリークラブの空中写真。1999年9月13日撮影。。

- 北海道札幌市南区滝野213番地
- 開場：1973年8月27日
- 27ホール

## 羊ケ丘カントリークラブ

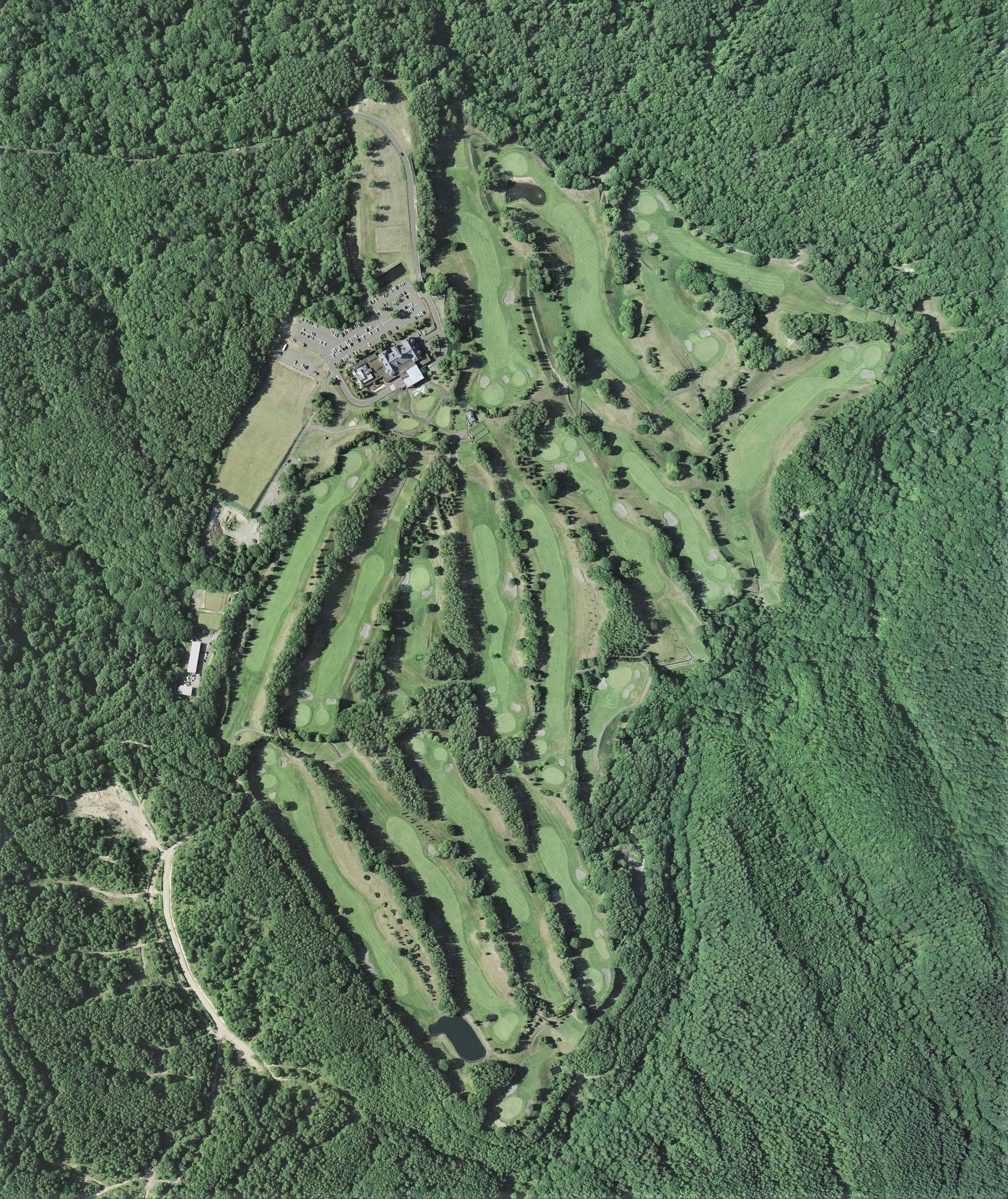
羊ケ丘カントリークラブの空中写真。2008年6月25日撮影の2枚を合成作成。。

* 北海道札幌市豊平区西岡549番地
- 開場：1974年6月13日
- 18ホール